# Reino de Esteban Dragutin
El Reino de Esteban Dragutin (en serbio: Земља краља Стефана), fue un reino medieval serbio. Inicialmente, era un reino vasallo del Reino de Hungría, pero posteriormente se convirtió en un reino independiente, después de la caída del poder central en el Reino de Hungría. Fue gobernada por los reyes de Serbia, Esteban Dragutin (1282–1316) y su hijo Esteban Vladislav II (1316-1325). El reino estaba centrado en la región de la Baja Sirmia (hoy conocida como Mačva) y su primera capital fue Debrc (entre Belgrado y Šabac), mientras que la residencia del rey fue trasladada después a Belgrado.

## Territorio

El Reino de Esteban Dragutin con fronteras que incluyen la Alta Sirmia (según el historiador serbio Stanoje Stanojević).

En la Edad Media, Sirmia era el nombre para la gran zona alrededor del río Sava. La parte en el norte de Sava era conocida como Alta Sirmia (Sirmia), mientras que la zona sur del río era conocida como Baja Sirmia (Moesia). El reino estaba centrado en Moesia, pero también incluía Belgrado, parte de Šumadija con Rudnik, partes del Župan de Podrinje, Usora, Soli, Braničevo y Kučevo. Según varios historiadores serbios (Dejan Mikavica, Stanoje Stanojević, Aleksa Ivić, Milojko Brusin, etc), el reino también incluía la Alta Sirmia.

## Historia
Esteban Dragutin fue en un principio rey de Serbia de 1276 a 1282. En 1282 se rompió la pierna mientras cazaba y se enfermó; pasó el trono a su hermano menor Esteban Milutin en el concilio de Deževa en 1282, mientras se reservaba algunas partes del norte del país (Rudnik y partes de la župa de Podrinje). Dado que su hijo Vladislav se casó con una pariente del rey húngaro, Dragutin en 1284 obtuvo de Ladislao IV los banatos de Só (Soli), Ózora (Usora) y Macsó (Mačva) con Belgrado, que inicialmente gobernó como vasallo húngaro, hasta el colapso del poder central en el Reino de Hungría. La primera capital de su estado fue Debrc (entre Belgrado y Šabac), y más tarde trasladó su residencia a Belgrado. Dragutin fue el primer monarca serbio que gobernó desde Belgrado como capital.
Aproximadamente en 1291 y con la ayuda de Milutin, Dragutin expandió su territorio anexando las regiones de Braničevo y Kučevo, cuyos gobernantes búlgaros Darman y Kudelin se independizaron recientemente del Reino de Hungría. Por primera vez, esa región se convirtió en parte del estado serbio. Esta acción probablemente provocó la guerra entre el déspota búlgaro Shishman de Vidin y Milutin.
Cerca del final de su vida, Esteban Dragutin se separó de sus amigos húngaros y fortaleció sus conexiones en Serbia. Más tarde tomó votos monásticos y murió en 1316, enterrado en el monasterio Đurđevi stupovi cerca de Novi Pazar.
Después de la muerte del rey Dragutin, su hijo Vladislav asumió el dominio de su padre. Sin embargo, en 1319, su tío Milutin, invadió, derrotó y encarceló a Vladislav. Cuando Milutin murió en 1321, el recién liberado Vladislav recuperó las tierras de su padre, con la ayuda de los húngaros y Esteban II de Bosnia.
Después de haber sido atacado nuevamente por los partidarios de Esteban Dečanski (sucesor de Milutin), Vladislav se retiró al Reino de Hungría en 1324. El sobrino de Vladislav, el ban Esteban II, reincorporó Soli y Usora a Bosnia. Belgrado y la parte norte del Banato de Macsó a lo largo del río Sava permanecieron bajo el dominio del Reino de Hungría, mientras que Braničevo y la parte sur de Mačva permanecieron serbios. Ambos reinos disputarían Mačva durante el siglo XIV.